# 原壽過
原寿过（?—?），春秋时期周朝的大夫與原国国君。
前509年正月，晋国魏舒受命修筑成周的城墙，魏舒把事情委托给韩简子和原寿过，自己去打猎、烧荒，归途去世。